# Nobuhiro Sadatomi
Nobuhiro Sadatomi (貞富 信宏 Sadatomi Nobuhiro?, nacido el 5 de julio de 1979 en Tokio) es un exfutbolista japonés. Jugaba de centrocampista y su último club fue el AC Nagano Parceiro de Japón.

## Trayectoria

### Clubes
| Club                 | País  | Año         |
| -------------------- | ----- | ----------- |
| Shonan Bellmare      | Japón | 1998 - 2001 |
| Montedio Yamagata    | Japón | 2002        |
| Okinawa Kariyushi FC | Japón | 2003 - 2004 |
| Yokohama FC          | Japón | 2005        |
| Arte Takasaki        | Japón | 2006        |
| AC Nagano Parceiro   | Japón | 2007 - 2008 |